# Lišane Ostrovičke
Lišane Ostrovičke (italsky Lissane, srbsky Лишане Островичке) jsou vesnice a správní středisko stejnojmenné opčiny v Chorvatsku v Zadarské župě. Nacházejí se asi 14 km jihovýchodně od Benkovace a asi 53 km jihovýchodně od Zadaru. V roce 2011 žilo ve vesnici 583 obyvatel, v celé opčině pak 698 obyvatel, Lišane Ostrovičke jsou tak nejmenší opčinou v Zadarské župě.
Do teritoriální reorganizace v roce 2010 byly Lišane Ostrovičke součástí opčiny města Benkovac.
Součástí opčiny jsou celkem tři trvale obydlené vesnice.
- Dobropoljci – 29 obyvatel
- Lišane Ostrovičke – 583 obyvatel
- Ostrovica – 86 obyvatel

Opčinou prochází státní silnice D56.